# Hallstatt
Hallstatt è un comune austriaco di 757 abitanti nel distretto di Gmunden, in Alta Austria; ha lo status di comune mercato (Marktgemeinde).

## Geografia fisica
Si trova sul Lago di Hallstatt ed è ricompreso nella regione geografica e forestale del Salzkammergut.

## Origini del nome
La parola Hall con ogni probabilità non indica il nome celtico per il sale, bensì pare che esso derivi da una parola  germanica.

## Storia
Il territorio ove sorge Hallstatt, isolato e inospitale, è stato uno dei primi insediamenti umani, grazie alle ricche miniere di sale che sono state utilizzate per migliaia di anni. Alcuni ritrovamenti archeologici nelle vicinanze di Hallstatt risalgono al VI millennio a.C. e nel 1846 Johann Georg Ramsauer scoprì un grande cimitero preistorico vicino all'odierno villaggio di Hallstatt. Inoltre, qui fu trovata una delle più antiche fonderie. Grazie ai commerci, e alle ricchezze che ne derivavano, si sviluppò una cultura che venne chiamata Cultura di Hallstatt.
Nel 1311 Hallstatt divenne una città mercantile, ma fino alla fine del XIX secolo era raggiungibile solo dal lago o tramite stretti sentieri. Il terreno pianeggiante compreso fra il lago e le montagne è scarso e il villaggio stesso lo occupa praticamente tutto. La prima strada per Hallstatt venne costruita nel 1890, lungo la costa occidentale del lago, a volte usando la dinamite per aprirsi un varco fra le rocce.

## Cultura
Il villaggio ha dato il nome alla Cultura di Hallstatt, risalente agli inizi dell'età del ferro, ed è nella lista dei Patrimoni dell'umanità dell'UNESCO insieme al massiccio del Dachstein e alla regione di Salzkammergut. In Cina esiste una copia pressoché identica di Hallstatt realizzata da una ricca società mineraria.

## Economia
Oltre alla produzione di sale (che dal XX secolo viene trasportato a Ebensee tramite una conduttura), una risorsa fondamentale per il villaggio è il turismo.